# Почесні громадяни Івано-Франківська
Список почесних громадян Івано-Франківська встановлений за документами, що зберігаються в державному архіві Івано-Франківської області та рішеннями сесій міської ради.
1. Андрушко Василь (22 березня 1953, Ланчин) — український маляр, скульптор, поет.
2. Аронець Мирослав Михайлович (3 березня 1941, Видинів) — український художник, поет, прозаїк і мистецтвознавець. Член Національної спілки художників України та Національної спілки письменників України. Лауреат премії імені Василя Стефаника.
3. Базак Марта Іванівна (24 січня 1953, Коломия Івано-Франківської області) — науковець, художник декоративно-прикладного мистецтва (гобелен), працює у живопису та графіці.
4. Бандера Степан Андрійович (1 січня 1909, Старий Угринів, тепер Калуського району Івано-Франківської області — 15 жовтня 1959, Мюнхен, ФРН) — український політичний діяч, один з чільних ідеологів і теоретиків українського націоналістичного руху XX століття, голова Проводу ОУН-Б.
5. Баран Юрій Миколайович (1968—2014) — майор Збройних сил України, учасник російсько-української війни.
6. Білас Михайло Якимович (1 серпня 1924, с. Креховичі, нині Рожнятівського району Івано-Франківської області — 25 січня 2016, Трускавець, Львівська область) — український майстер гобелену, модельєр. Народний художник України (1955), член Спілки художників України (1967).
7. Борис Франц Якович (16 липня 1896, м. Станіслав — 28 лютого 1944 с. Потурин Холмщина) — сотник Армії УНР.
8. Бринський Михайло Федорович (11 жовтня 1883, Долина — 10 січня 1957, Прага) — український скульптор.
9. Бурнашов Геннадій Васильович (27 квітня 1936, Іртишськ) — публіцист. Кавалер Ордена «За заслуги» III ступеня.
10. Войцюк Володимир Семенович (9 червня 1930, смт. Єзупіль Івано-Франківської області — 4 червня 2010, Івано-Франківськ) — український меценат, педагог, член Спілки краєзнавців Прикарпаття.
11. Грабовецький Володимир Васильович (24 липня 1928, Печеніжин — 4 грудня 2015, Івано-Франківськ) — український вчений, історик. Доктор історичних наук (1968), професор (1980). Заслужений діяч науки і техніки України (1995).
12. Заливаха Опанас Іванович (26 листопада 1925, с. Гусинка, Куп'янський район — 24 квітня 2007, Івано-Франківськ) — український живописець, відомий шістдесятник.
13. Ян Матейко (24 червня 1838, Краків — 1 листопада 1893, Краків) — польський художник, майстер визначних живописних полотен на історико-патріотичні сюжети.
14. Мулик Михаїл Іоаннович (28 жовтня 1920)
15. Полєк Володимир Теодорович (27 вересня 1924 — 19 липня 1999)
16. Володимирський Фотій Миколайович (1 вересня 1924) Вояк УПА. Голові братства ОУН-УПА Карпатського краю.
17. Микола Сімкайло (21 листопада 1952, Караганда — 21 травня 2013, Коломия) — єпископ Української греко-католицької церкви; з 13 липня 2005 до смерті — єпископ Коломийсько-Чернівецький.
18. Шухевич Роман Осипович (30 червня 1907, Львів — 5 березня 1950, с. Білогорща, нині у складі м. Львова) — український політичний і державний діяч, військовик. Член галицького крайового проводу Організації українських націоналістів. Командир українського військового підрозділу «Нахтігаль» (1941–1942). Генерал-хорунжий, головнокомандувач Української повстанської армії, голова Секретаріату Української головної визвольної ради (1943–1950).
19. Варфоломій I[1]
20. Пітчук Остап Тарасович (1998-2023) - солдат Збройних сил України